# آباستوس کانیه پنیس
آباستوس کانیه پنیس (نام علمی: Abacetus cuneipennis) نام یک گونه از تیره سوسک‌های زمینی است.این گونه برای نخستین بار در سال ۱۹۶۱ میلادی کشف و نامگذاری شد.